# Boophis marojezensis
Espèce
Statut de conservation UICN

 LC  : Préoccupation mineure
Boophis marojezensis est une espèce d'amphibiens de la famille des Mantellidae.

## Répartition et habitat
Cette espèce est endémique du centre-Est et du Nord-Est de Madagascar. Elle se rencontre entre 300 et 1 220 m d'altitude,. Elle vit dans la forêt tropicale humide primaire et secondaire. On ne la trouve jamais en dehors de la forêt.

## Étymologie
Son nom d'espèce, composé de marojez[y] et du suffixe latin -ensis, « qui vit dans, qui habite », lui a été donné en référence au lieu de sa découverte, le massif de Marojejy.

## Publication originale
- Glaw & Vences, 1994 : A Fieldguide to the Amphibians and Reptiles of Madagascar - Including Mammals and Freshwater Fish. ed. 2, p. 1-331  (ISBN 3-929449-01-3)